# DIR/Floortime
DIR/Floortime – metoda terapeutyczna o podejściu całościowym i rozwojowym, stosowana u dzieci z zaburzeniami ze spektrum autyzmu. Twórcą metody był Stanley Greenspan, profesor psychiatrii i pediatrii klinicznej na Uniwersytecie George'a Washingtona.

## Charakterystyka
DIR (akronim) to całościowe i rozwojowe (ang. Developmental) podejście terapeutyczne, które uwzględnia indywidualne różnice pomiędzy pacjentami (ang. Individual difference), jak również relacje z innymi ludźmi (ang. Relationship-based). Rozwojowa perspektywa metodyczna zakłada stadialny rozwój człowieka, w którym dąży on do trzech najważniejszych celów: nawiązania oraz utrzymania relacji z innymi, celowego i sensownego porozumiewanie się, a także logicznego i twórczego myślenia. 
Floortime (pol. czas na podłodze) jest najważniejszym komponentem podejścia DIR – techniką opartą na kontakcie z dziećmi w sytuacji równości podmiotowej. Ma za zadanie dopasowanie się do indywidualnych różnic w przetwarzaniu informacji i do poziomu rozwoju emocjonalnego danego dziecka. Zgodnie z nazwą, zwłaszcza w pracy z najmłodszymi dziećmi, kontakt twarzą w twarz przebiega na poziomie podłogi. W okresach późniejszych stosuje się już inne okoliczności kontaktu.
Model DIR pozwala stosującym go osobom zaprojektować program interwencji, która bazować będzie na osiągnięciach rozwojowych konkretnego dziecka i indywidualnym profilu jego funkcjonowania, przy założeniu kluczowości relacji z innymi ludźmi, będących istotą wspierania rozwoju. Wykorzystuje się w tym kontekście do maksimum naturalne emocje dziecka, jego dążenia i zainteresowania. Dzięki więzi z drugim człowiekiem, która oparta jest na kontakcie emocjonalnym, pacjent przyswaja sobie kompetencje poznawcze, umiejętności społeczne i emocjonalne, a także język.

## Krytyka
Brakuje badań, o wysokiej jakości metodologicznej, potwierdzających skuteczność metody. Te które istnieją, mają najczęściej charakter pilotażowy, z niewielką ilością osób, z brakiem odpowiednio przeprowadzanej randomizacji czy nieodpowiednio dobraną grupą kontrolną. Inne ograniczenia dotychczasowych badań, to brak porównań do innych efektywnych metod lub fakt, że prowadzone były przez twórcę metody, co budzi obawy o konflikt interesów. Uznaje się, że dowody na potencjalną skuteczność terapii są słabe. Potrzebnych jest więcej badań i niezależnych replikacji. Najmocniejsze dowody dotyczą efektywności metody w polepszaniu relacji rodzic-dziecko.
Amerykańskie National Autism Center (organizacja zajmująca się weryfikowaniem skuteczności różnych form terapii) zalicza DIR/Floortime do grupy interwencji o niepotwierdzonej skuteczności. Research Autism wskazuje na ograniczone dowody na pozytywny wpływ na relacje. Problem stanowi również fakt, że w praktyce, metoda często wykorzystywana jest wraz z terapią integracji sensorycznej i optometrią rozwojową, których założenia są, w dużej mierze, sprzeczne z obecną wiedzą naukową.